# Ukraina Lewobrzeżna
Ukraina Lewobrzeżna (Lewobrzeże) (ukr. Лівобережна Україна), Zadnieprze – kraina historyczna, część Ukrainy Naddnieprzańskiej leżąca na lewym (wschodnim) brzegu Dniepru.

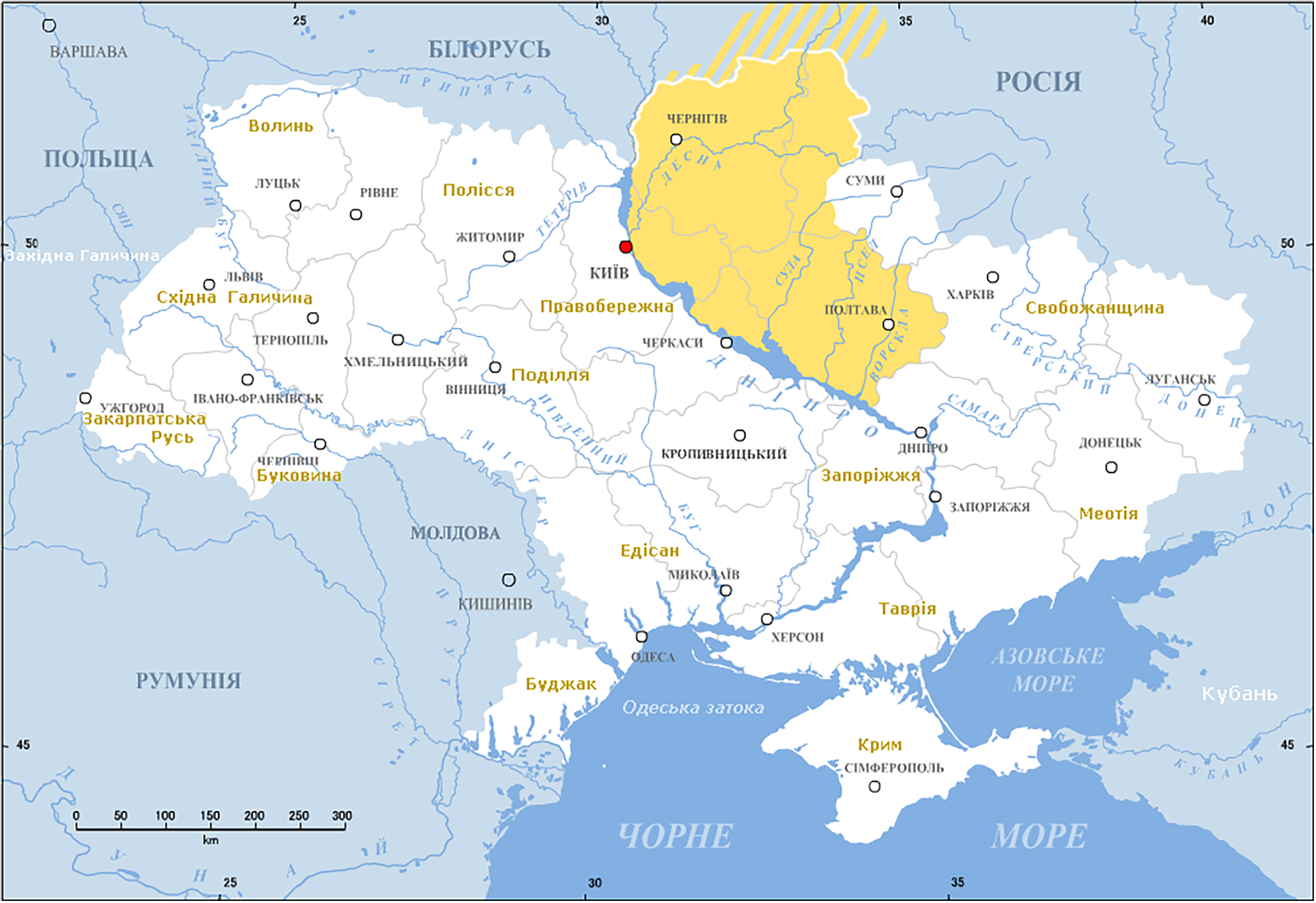
Przybliżone położenie Ukrainy Lewobrzeżnej na mapie współczesnej Ukrainy

## Położenie
Do Lewobrzeża należały terytoria współczesnych obwodów: czernihowskiego, połtawskiego, leżące na lewym brzegu Dniepru części obwodu kijowskiego i czerkaskiego, Kijów wraz okolicznymi miejscowościami (leżący na prawym brzegu Dniepru), zachodnia część obwodu sumskiego, a także północna część obwodu dniepropietrowskiego.
Na zachodzie (przez Dniepr) graniczy z Ukrainą Prawobrzeżną, na południu z Zaporożem, na wschodzie z Ukrainą Słobodzką i ziemiami moskiewskimi, a na północy z dawnymi ziemiami Wielkiego Księstwa Litewskiego – Rusią Białą i Rusią Czarną. Wraz z Ukrainą Prawobrzeżną i Zaporożem współtworzy historyczny region Ukrainy. Północna część regionu pokrywa się częściowo z Siewierszczyzną.

## Historia

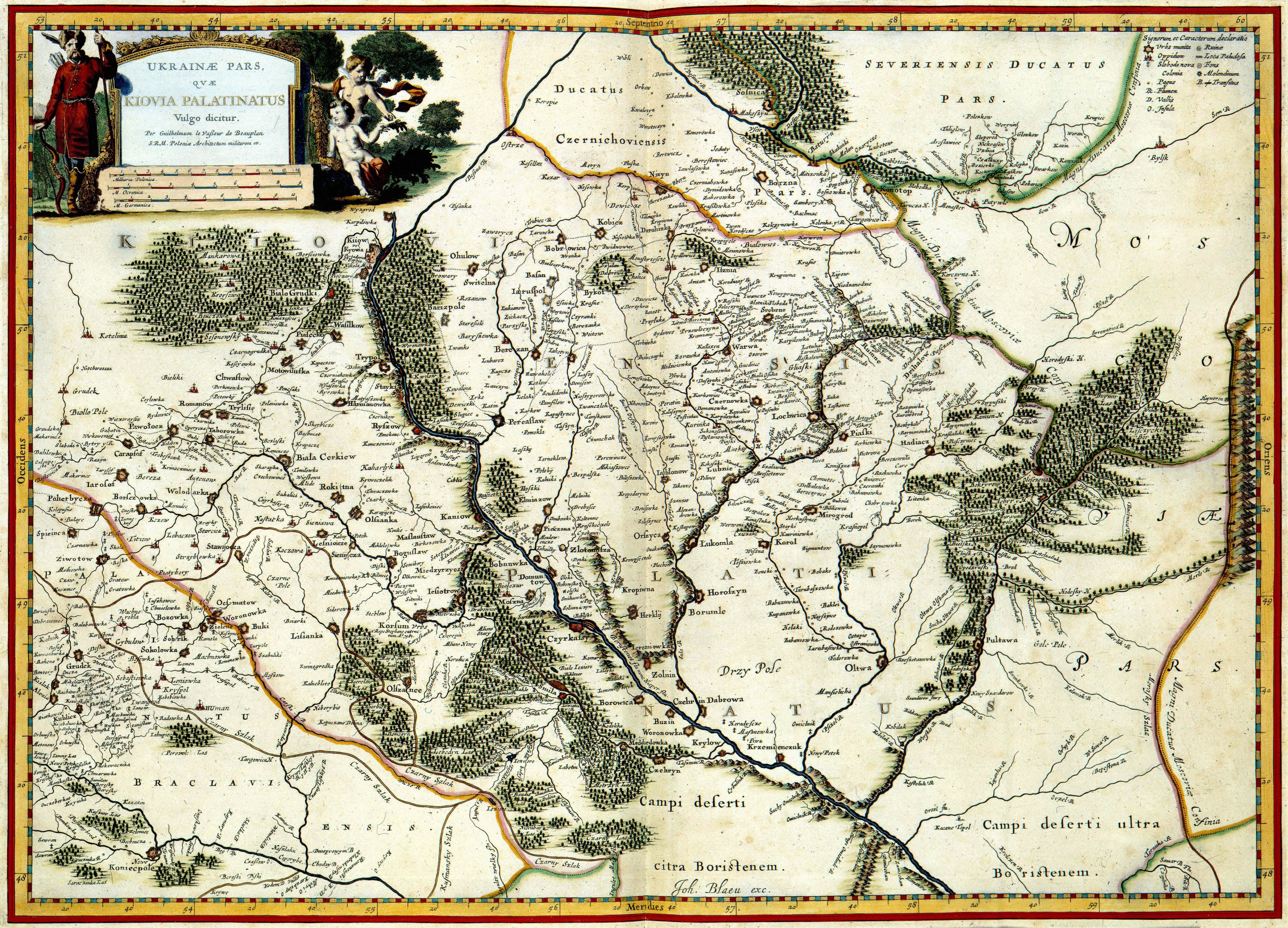
Mapa Ukrainy Lewobrzeżnej z czasów panowania polskiego

Pod koniec IX wieku Kijów został na prawie 400 lat stolicą Rusi Kijowskiej – normańskiej Gardariki (Państwa Grodów). W XII w. Ruś Kijowska podzieliła się na konkurujące ze sobą dzielnice. W 1223 wojska rusko-połowieckie poniosły klęskę w bitwie nad Kałką w walce z Mongołami. Kilkanaście lat później, w latach 1237–1240 Batu-chan dokonał inwazji na Ruś. 6 grudnia 1240 zdobył i zburzył Kijów. Podbił wówczas większość ziem będących pod jurysdykcją władców ruskich.
Od końca XIV wieku do unii lubelskiej w granicach Wielkiego Księstwa Litewskiego. Po 1569 wschodnia część województwa kijowskiego Korony Królestwa Polskiego. W 1635 księstwo czernihowskie przekształcono w województwo czernihowskie. W czasach Rzeczypospolitej Obojga Narodów na Ukrainie Lewobrzeżnej znajdowały się rozległe posiadłości rodu Wiśniowieckich, w tym księcia Jeremiego, którego syn Michał został w 1669 królem Polski. Główne miasto regionu, Kijów, było polskim miastem królewskim. Za panowania Wazów magdeburskie prawa miejskie otrzymały m.in. Czernihów, Połtawa, Łubnie, Nieżyn, Boryspol, Hadziacz, Złotonosza, Głuchów i Królewiec.
Region odpadł od Korony faktycznie podczas powstania Chmielnickiego w 1648 roku, a formalnie w 1686, kiedy w to w traktacie Grzymułtowskiego ustalono wzdłuż Dniepru nową granicę między Rzecząpospolitą a Carstwem Rosyjskim, potwierdzając prowizoryczne postanowienia rozejmu w Andruszowie (1667). Od 1648 na Lewobrzeżu istniał Hetmanat, od ugody perejasławskiej w 1654 roku jako autonomiczna kozacka władza terytorialna w ramach Carstwa Rosyjskiego. Rządził hetman, formalnie wybierany na generalnej radzie wojskowej. Administracyjnie Lewobrzeże dzieliło się na pułki (10 – czernihowski, hadziacki, kijowski, łubieński, mirhorodzki, niżyński, perejasławski, połtawski, pryłucki, starodubski) i sotnie, na czele których stali pułkownicy i sotnicy. Formalnie te posady były również obieralne, jednak w rzeczywistości obsadzali je członkowie starszyzny kozackiej. W 1658 na mocy unii hadziackiej Ukraina Lewobrzeżna wchodziła w skład Księstwa Ruskiego. Postanowienia unii nie weszły ostatecznie w życie. Rozejmem andruszowskim (1667) tymczasowo a traktatem Grzymułtowskiego (1686) ostatecznie Rzeczpospolita zrzekła się Ukrainy Lewobrzeżnej i Kijowa wraz z okręgiem na rzecz Carstwa Rosyjskiego.
Autonomia Hetmanatu została tymczasowo zawieszona przez carat w latach 1722–1734, a ostatecznie zlikwidowana w 1764. Funkcje hetmanatu przejęło wówczas ostatecznie Kolegium Małorosyjskie. Nominalnie autonomia trwała jeszcze do 1781, kiedy to Lewobrzeże zostało rozdzielone na trzy namiestnictwa z siedzibami w Czernihowie, Nowogrodzie Siewierskim i Kijowie. W 1783 pułki kozackie zostały przekształcone w regularne pułki armii rosyjskiej.
W 1796 z Lewobrzeża ukazem Pawła I utworzono gubernię małorosyjską, podzieloną przez Aleksandra I w 1802 na gubernię czernihowską i połtawską.
Ustalony wówczas podział terytorialny przetrwał do rewolucji lutowej (1917) i obalenia caratu.

## Miasta

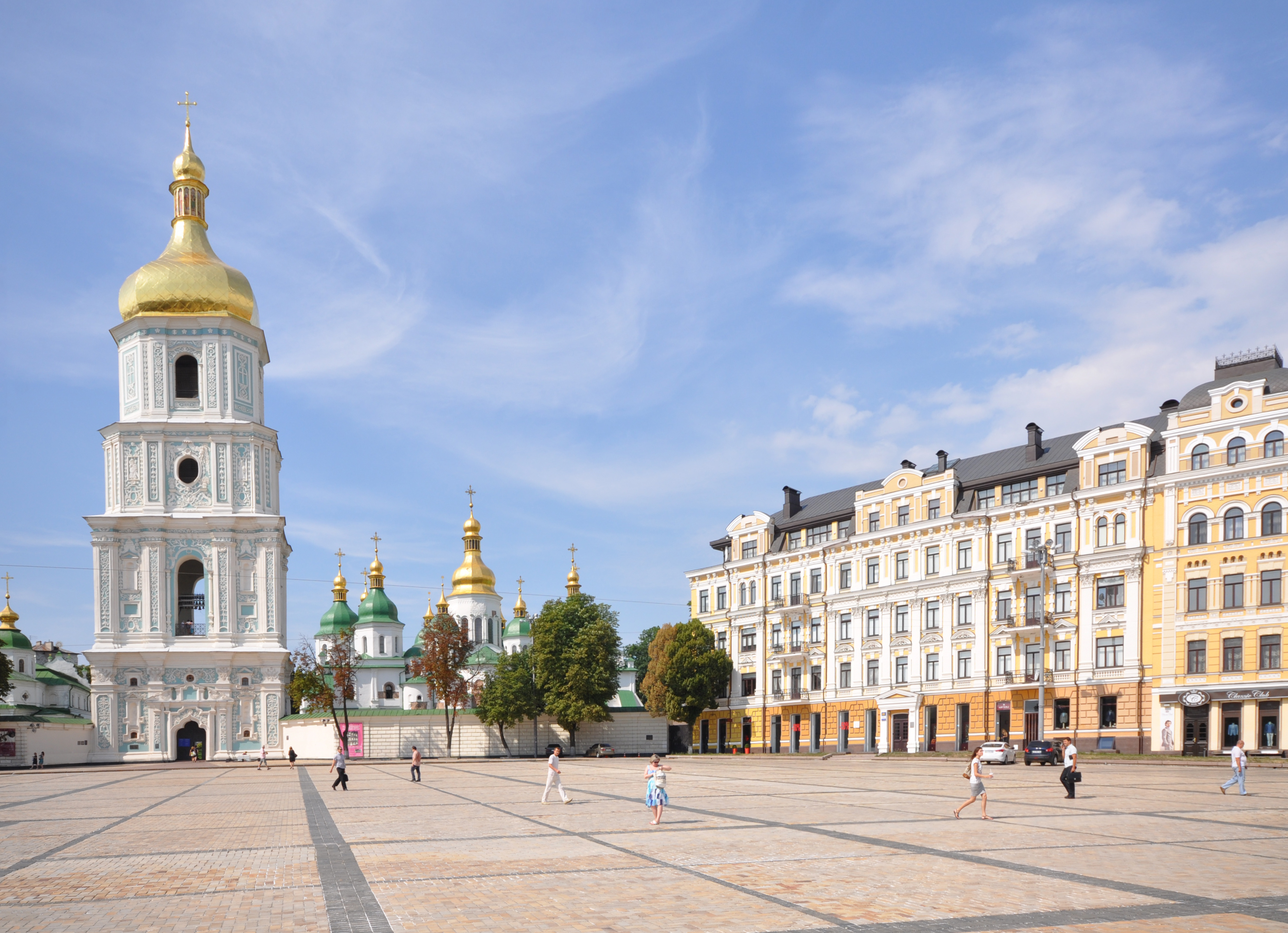
Kijów

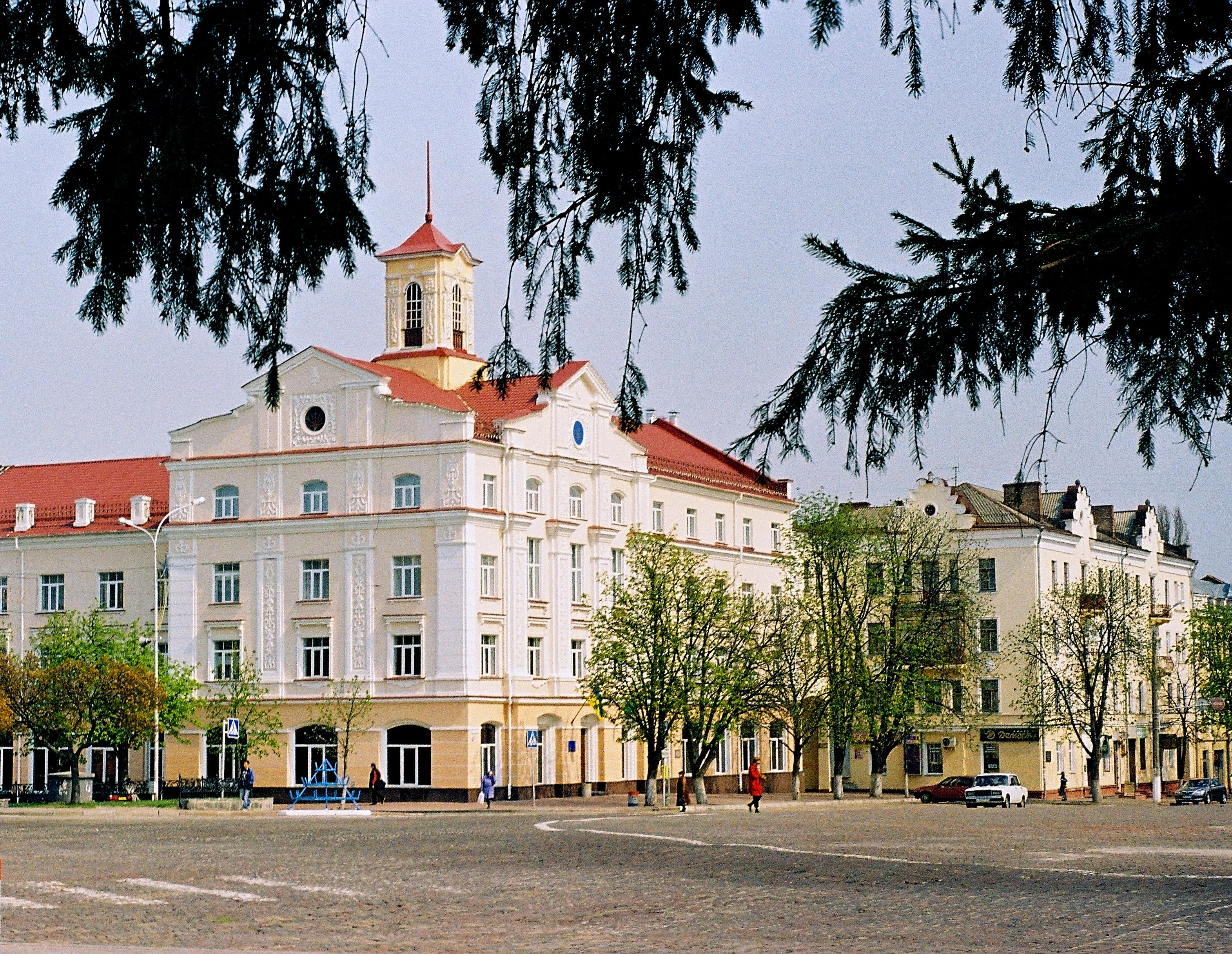
Czernihów

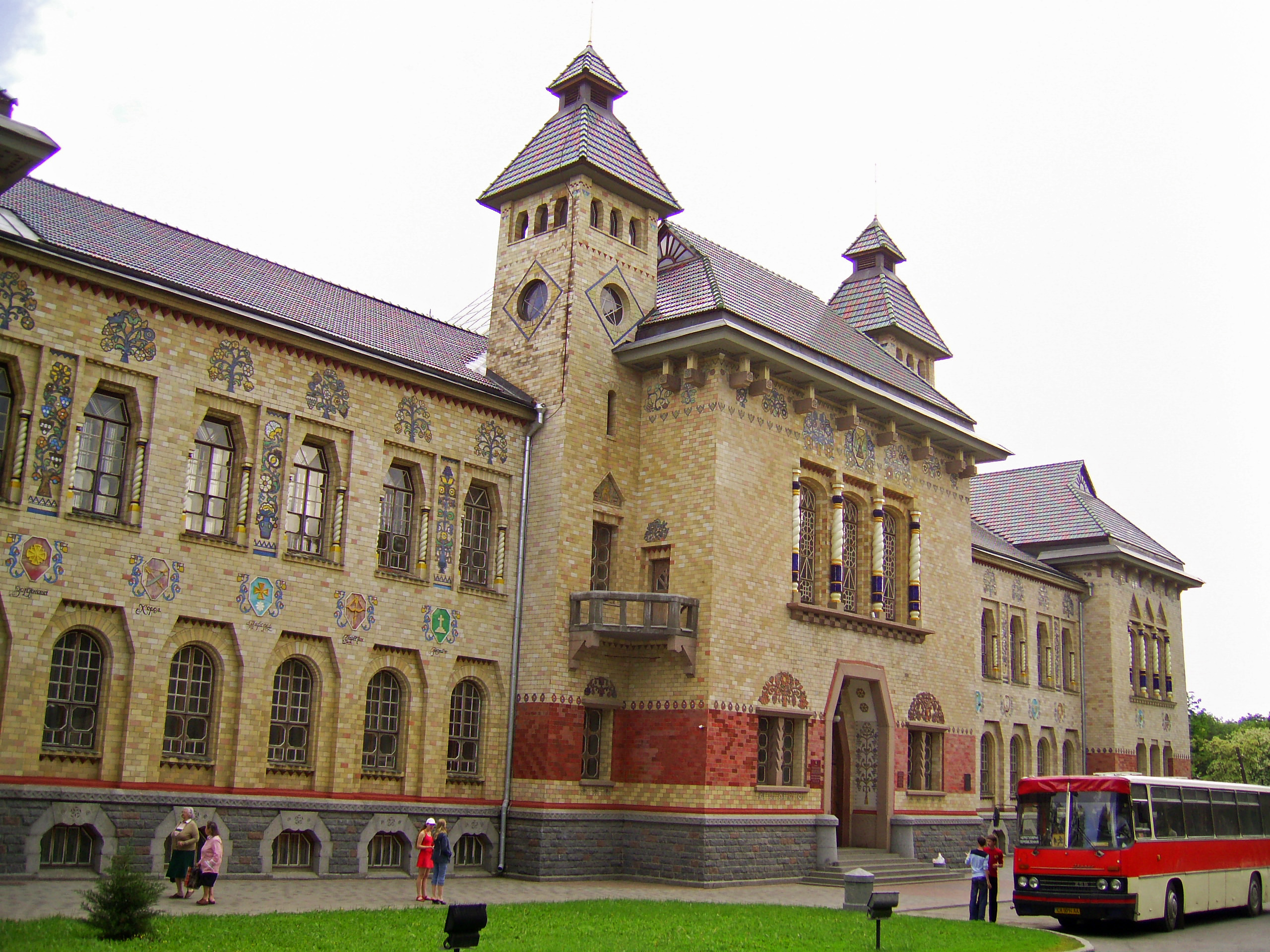
Połtawa

Największe miasta na Ukrainie Lewobrzeżnej współcześnie:
|     | miasto          | populacja (2016) | jednostka administracyjna | województwo Polski (przed 1667) |
| --- | --------------- | ---------------- | ------------------------- | ------------------------------- |
| 1.  | Kijów           | 2 906 569        | Miasto wydzielone         | Województwo kijowskie           |
| 2.  | Czernihów       | 294 095          | Obwód czernihowski        | Województwo czernihowskie       |
| 3.  | Połtawa         | 294 020          | Obwód połtawski           | Województwo kijowskie           |
| 4.  | Krzemieńczuk    | 223 805          | Obwód połtawski           | Województwo kijowskie           |
| 5.  | Browary         | 100 702          | Obwód kijowski            | Województwo kijowskie           |
| 6.  | Konotop         | 87 881           | Obwód sumski              | Województwo czernihowskie       |
| 7.  | Szostka         | 77 134           | Obwód sumski              | Województwo czernihowskie       |
| 8.  | Nieżyn          | 71 814           | Obwód czernihowski        | Województwo kijowskie           |
| 9.  | Boryspol        | 60 885           | Obwód kijowski            | Województwo kijowskie           |
| 10. | Pryłuki         | 57 137           | Obwód czernihowski        | Województwo kijowskie           |
| 11. | Horiszni Pławni | 52 167           | Obwód połtawski           | Województwo kijowskie           |
| 12. | Ochtyrka        | 48 645           | Obwód sumski              | Województwo kijowskie           |
| 13. | Łubnie          | 46 717           | Obwód połtawski           | Województwo kijowskie           |
| 14. | Romny           | 40 681           | Obwód sumski              | Województwo kijowskie           |
| 15. | Mirhorod        | 40 413           | Obwód połtawski           | Województwo kijowskie           |
| 16. | Głuchów         | 33 794           | Obwód sumski              | Województwo czernihowskie       |
| 17. | Złotonosza      | 28 345           | Obwód czerkaski           | Województwo kijowskie           |
| 18. | Perejasław      | 27 569           | Obwód kijowski            | Województwo kijowskie           |
| 19. | Sławutycz       | 25 006           | Obwód kijowski            | Województwo czernihowskie       |
| 20. | Hadziacz        | 23 989           | Obwód połtawski           | Województwo kijowskie           |
| 21. | Królewiec       | 23 313           | Obwód sumski              | Województwo czernihowskie       |
| 22. | Jagodzin        | 20 051           | Obwód kijowski            | Województwo kijowskie           |
| 23. | Bachmacz        | 18 441           | Obwód czernihowski        | Województwo czernihowskie       |
| 24. | Berezań         | 16 550           | Obwód kijowski            | Województwo kijowskie           |
| 25. | Pyriatyn        | 15 781           | Obwód połtawski           | Województwo kijowskie           |